# 雙河鄉 (鄰水縣)
雙河鄉（雙河公社），是四川省鄰水縣下轄的一個鄉鎮級行政單位。

## 沿革[1]
- 1949年12月，九龍區人民政府即建立了雙河鄉公所。1950年2月，雙河鄉公所劃歸豐禾區人民政府領導。1953年4月24日，雙河鄉公所改稱雙河鄉人民政府。1956年1月16日，雙河鄉人民政府改稱雙河鄉人民委員會。1958年9月22日，雙河鄉人委改稱雙河人民公社。1961年4月27日，雙河人民公社正式劃歸新建的袁市區公所領導。1966年5月「文革」開始後，雙河人民公社工作受到干擾。1967年3月，由公社武裝幹部和群眾代表主持成立了雙河人民公社生產辦公室，負責公社日常工作。1968年8月28日．經縣人武部黨委批准。雙河人民公社革命委員會成立。1976年10月粉碎「四人幫」後，雙河人民公社的行政組織機構仍然是革命委員會。1981年3月，縣委決定撤銷雙河人民公社革委會，建立雙河人民公社管理委員會，管委會設正、副主任。同年12月，為在一個地區內公社不重名，達縣地區行署批准，雙河人民公社管委會改為兩河人民公社管委會。